# Etilometro

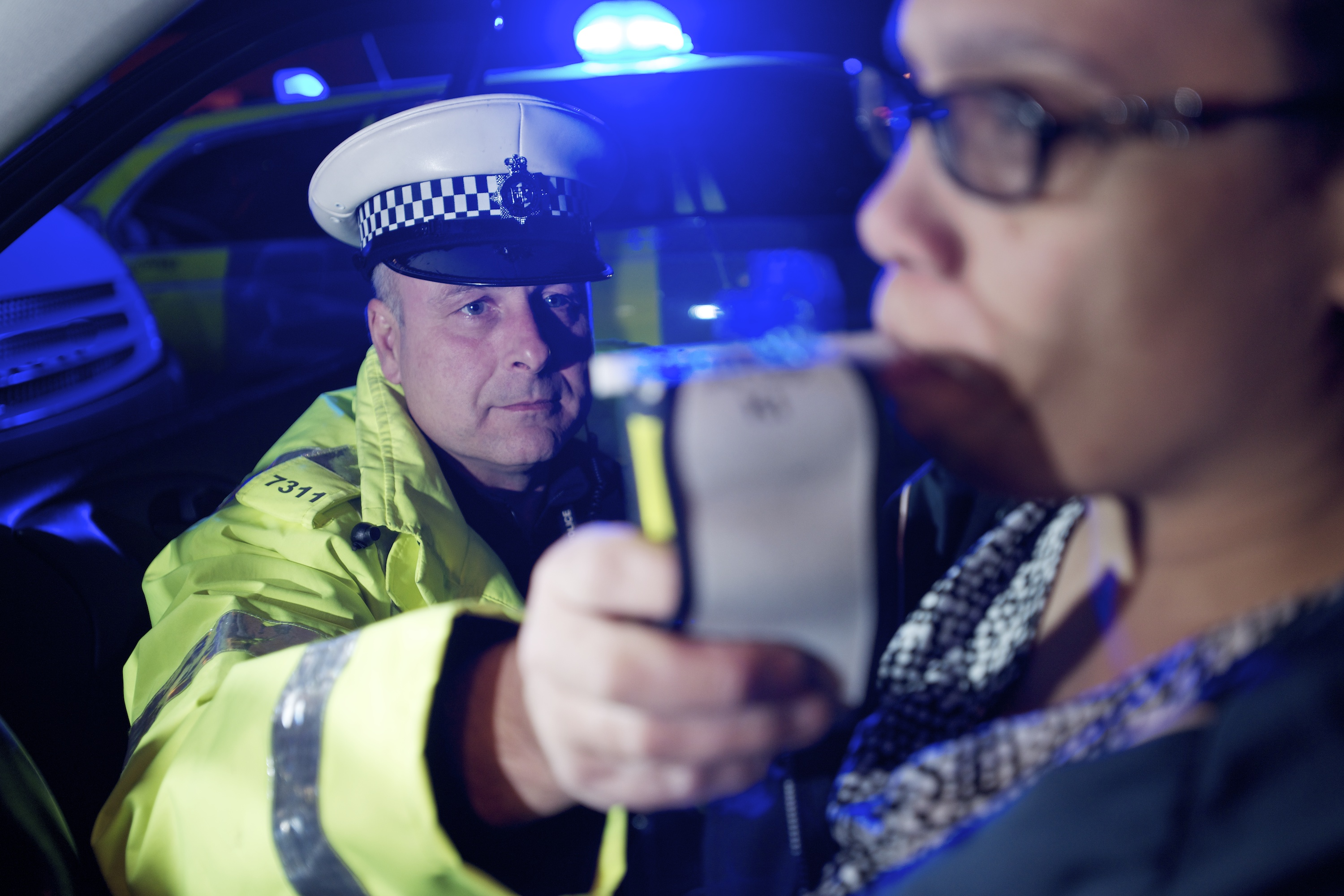
Controllo del tasso alcolico nel sangue di un guidatore attraverso etilometro (contea di West Midlands, Regno Unito)

L'etilometro è uno strumento di misurazione utilizzato per determinare la concentrazione dell'alcool, ovverosia dell'etanolo contenuto nel sangue. In Italia sono omologati gli apparecchi in grado di misurare tale concentrazione attraverso l'analisi dell'aria espirata.
L'etanolo, dopo essere ingerito, viene rapidamente assorbito dallo stomaco e dall'intestino tenue e si distribuisce in tutta l'acqua corporea (che, per l'organismo umano, ammonta a circa 0,55 l/kg).
La maggior parte (circa il 90%) dell'etanolo viene metabolizzato nell'organismo, mentre una piccola parte viene eliminato nelle urine, nel sudore e nell'aria espirata: il rapporto di etanolemia (concentrazione di etanolo nel sangue) e aria alveolare è relativamente costante, 80 mg di etanolo per 100 ml di sangue producono 35 µg/100ml di etanolo nell'aria espirata.
La concentrazione alcoolemica viene indicata in g/l, in modo da determinare il superamento dei limiti fissati dal codice della strada (nel caso del codice della strada italiano, il limite è fissato a 0,5 g/l).

## Invenzione
Nel 1954 Robert Borkenstein (1912 – 2002), ex capitano della polizia dell'Indiana, inventò l'etilometro, cioè lo strumento che permette di misurare il livello di alcool nel sangue.
Prima di esso l'alcool veniva misurata attraverso un prelievo di sangue e quindi, oltre a richiedere una procedura invasiva, non ne era nemmeno possibile l'applicazione in tempo reale. Quindi l'etilometro cambiò radicalmente il modo di misurare l'alcolemia. Bisogna però dire che la sua misura, anche se molto precisa, non è assoluta, cioè varia da persona a persona a seconda di molti fattori personali come ad esempio il metabolismo o la quantità di grasso.

## Principio di funzionamento
Il principio chimico che sta alla base del funzionamento di questo strumento di misura è la legge di Henry (1803): "Un gas che esercita una pressione sulla superficie di un liquido, vi entra in soluzione finché avrà raggiunto in quel liquido la stessa pressione che esercita sopra di esso". Infatti, l'alcool contenuto nelle bevande, una volta assorbito dall'organismo, entra in circolo con il sangue e ci resta fino alla sua espulsione. Si può quindi considerare il sangue come una soluzione acquosa contenente una certa percentuale di alcool. Di conseguenza, il vapore (contenuto nell'aria che espiriamo) è in equilibrio con tale soluzione, e in particolare la percentuale di alcool registrata dall'etilometro in tale vapore è proporzionale (ma non uguale) a quella contenuta nel sangue, secondo la citata legge di Henry e la correlata legge di Raoult (1886).

## L'alcool
L'alcool è un composto organico contenente un gruppo idrossilico -OH, alcol etilico ed etanolo e deriva dalla fermentazione di frutta, semi di cereali, tuberi o siero del latte (kefir) che contengono zuccheri o sostanze che possono essere trasformate in zuccheri.
L'alcol etilico è un nutriente molto energetico (1gr=7Kcal).
Per comprendere come misurare correttamente il livello di alcolemia, bisogna tenere in considerazione che il nostro organismo metabolizza tutto l'alcol assunto trasmettendolo al sangue dopo circa 1 ora; successivamente inizia la fase di smaltimento, durante la quale il valore dell'etanolo decresce di 0.15 – 0.20 g/l all'ora. 
Durante il processo di metabolizzazione l'alcool viene trasmesso dal sangue all'espirato in forma gassosa(etanolo) e quindi è possibile captarlo all'esterno attraverso un sensore elettronico o chimico che analizza l'espirato emesso dal cavo orale o dal setto nasale. 
È utile conoscere che l'alcool viene espulso in percentuale minore anche attraverso l'urina e il sudore. L'analisi metrologica di queste ultime due matrici è molto meno affidabile rispetto alle matrici sangue ed espirato.

## Etilometro chimico
Costituito da una fiala contenente un preparato chimico che reagisce con l'etanolo contenuto nell'espirato e un palloncino necessario per catturare un'esatta quantità di espirato. Il Ministero della Salute nel 2008 ha classificato questo strumento inserendolo nella categoria dei "preparati o composti chimici" diversa dalla categoria degli "articoli" generici, dato che la sua funzione primaria è data dalla reazione del reagente chimico contenuto al suo interno e non dalla sua forma o grandezza.
Nel mondo sono utilizzati 2 tipi di reagenti: uno senza dicromato di potassio  e l'altro con dicromato di potassio. Di fatto dal 2010 sono cambiati i parametri di certificazione per questo strumento, imponendo maggiore rigidità e severità a tutela della salute pubblica e per l'ambiente a causa della pericolosità del dicromato di potassio se inserito oltre il limite.
Un etilometro serio deve possedere un certificato metrologico che garantisce la qualità e durata del sensore.

## Etilometro elettronico

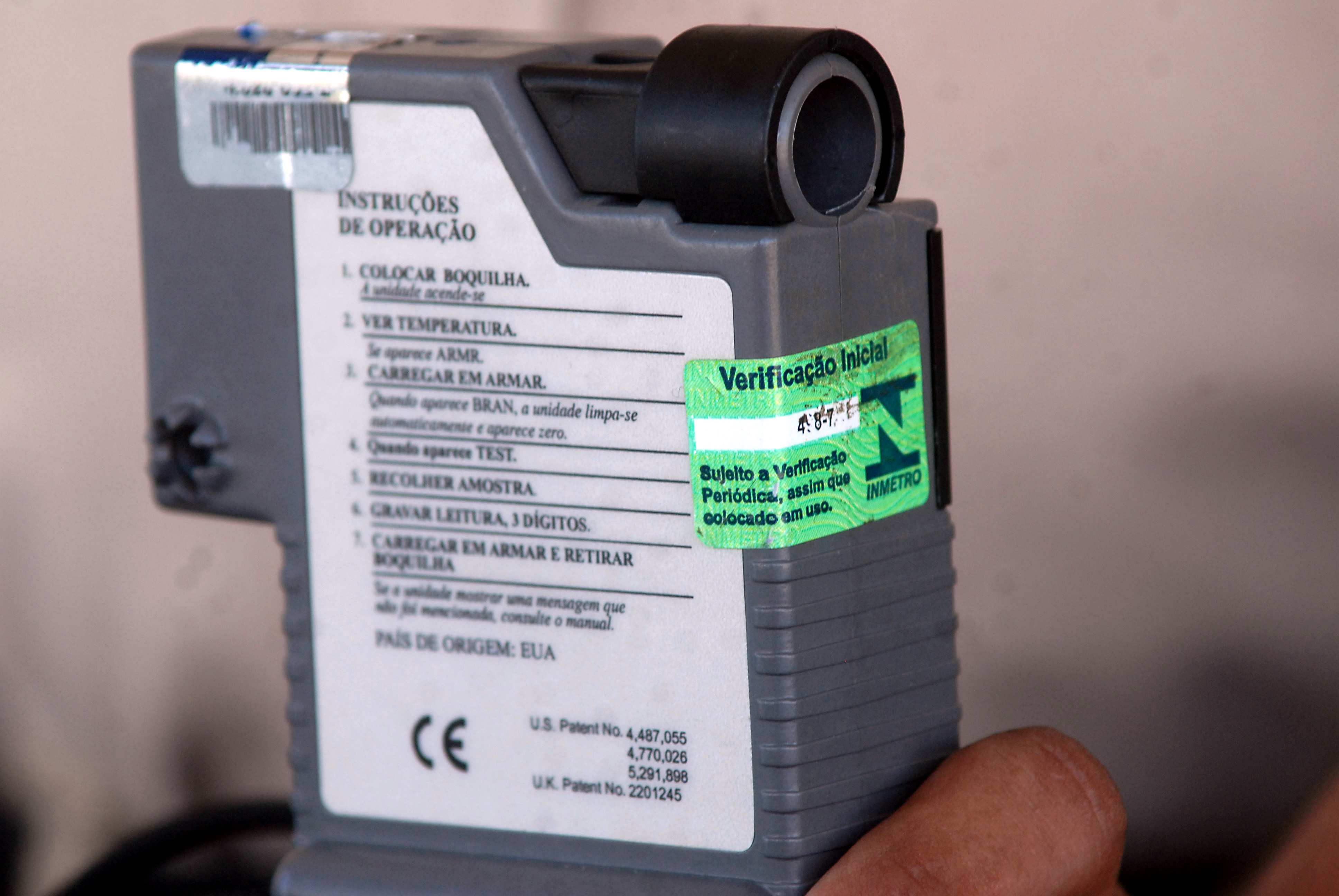
Etilometro elettronico

Composto da un corpo macchina, un boccaglio e un display.
Il funzionamento dell'etilometro elettronico a differenza di quello chimico non utilizza nessun sale o reazione chimica per la misura, ma si avvale di sensori di gas che rilevano la presenza di alcool.
L'utilizzo di questa apparecchiatura non si differenzia tanto da quello dell'etilometro chimico, il concetto è sempre quello di soffiare in un contenitore, però in questo caso si soffia direttamente sul sensore attraverso il boccaglio. In più prima di effettuare la misurazione si deve attendere un periodo di tempo per far sì che il sensore si riscaldi e funzioni correttamente.
La lettura del valore avviene tramite il display che riporta l'esatto valore.
Semiconduttori (MEMS)
Tutti i semiconduttori e sensori, hanno una durata limitata e sono delicatissimi: risentono dell'umidità, dell'inquinamento, e si saturano con l'uso.Pertanto è bene sempre controllare le dichiarazioni all'uso prima di affidare la propria vita ad uno strumento se non certificato metrologicamente e per l'affidabilità nel tempo.
I sensori usati nell'etilometro sono del tipo a semiconduttore, cioè utilizzano un semiconduttore come elemento sensibile per la rilevazione.
Il semiconduttore usato di solito negli etilometri è l'Ossido di Stagno che fa parte dell'elemento sensibile.
I sensori sono composti al loro interno da una piccola piastrina di ceramica sulla quale si trovano un elemento sensibile e uno riscaldante.
L'elemento sensibile è costituito da un sottile strato di piccolissimi granuli di biossido di stagno o di altri ossidi di elementi di transizione come zinco, tungsteno, molibdeno.
L'elemento riscaldante è, invece, un normale resistore che serve esclusivamente per portare alla temperatura di funzionamento il sensore.
Il semiconduttore reagisce con l'aria mettendo in comune degli elettroni, causando la formazione di una barriera di potenziale, cioè una tensione che si oppone al passaggio di elettroni. In condizione normale, ad esempio con solo ossigeno, questa barriera è molto alta, ma con la presenza di un gas riducente, nel nostro caso l'etanolo, l'ossigeno reagendo con esso non reagisce con il semiconduttore e quindi si ha una diminuzione della barriera.
Da questo si deduce che l'elemento sensibile ha una resistenza inversamente proporzionale alla quantità di gas riducente, in altre parole più etanolo è presente nel fiato minore sarà la barriera di potenziale.
I Sensori elettrochimici (Fuel-cell): Questo tipo di sensori vengono utilizzati per specifici tipi di gas (nel caso etanolo); sono compatti e richiedono una potenza minima, offrono una linearità e una ripetibilità eccezionali e in genere hanno una durata notevole, compresa per lo più fra 1 e 7 anni in base al materiale utilizzato per gli elettrodi. I tempi di risposta, indicati con T90 (il tempo necessario per raggiungere il 90% della risposta finale), sono generalmente di 30-60 secondi e i limiti minimi di rilevamento variano da 0,02 a 50 ppm, a seconda del tipo di gas campionato.
Negli etilometri con sensori specifici per alcool la cella elettrochimica (a combustibile) ha elettrodi di platino duali attraverso i quali l'etanolo viene ossidato generando una corrente elettrica sfruttando al 100% la reazione chimica. Più alto è il contenuto di alcol nell'espirato, maggiore è il voltaggio prodotto dalla cella e quindi l'energia di uscita che viene captata e letta da un software gestionale. Il software traduce e memorizza il valore corrispondente al contenuto di alcool nell'espirato (BAC) con la massima precisione ed in base al coefficiente di rapporto pari a 2300 o 2100 a seconda del tipo di elettrodo utilizzato. 
L'utilizzo del platino nero o del platino liscio (più scadente) nella costruzione degli elettrodi delle celle elettrochimiche comporta una capacità di ossidazione dell'etanolo maggiore o minore, alterando il potenziale di scambio rispetto all'elettrodo di riferimento; la lettura dei valori alcolemici viene calcolata dal software dell'etilometro che è tarato per minimizzare la differenza di potenziale della cella e per stabilizzare la differenza del potenziale tra gli elettrodi, rapportando tale valore proporzionalmente alle concentrazioni di etanolo di target.
Nota: È importante sapere anche che, se gli elettrodi dei sensori al platino sono molto piccoli (5–10 mm.) e protetti da inadeguato materiale plastico, l'attendibilità e la sensibilità dell'etilometro ne risentirà moltissimo, compresa la durata che non arriverebbe ad un anno. Un etilometro serio deve possedere un certificato metrologico che garantisce la qualità e durata del sensore!

## Specifiche per l'etilometro probatorio usato dalle forze dell'ordine
Tutti gli etilometri usati dalle Forze dell'Ordine devono avere per legge delle determinate caratteristiche, che sono descritte nel Decreto Ministeriale del 22 maggio 1990, n. 196 :
L'etilometro deve misurare la concentrazione di alcool per analisi dell'aria alveolare espirata (espresso in milligrammi per litro di aria) in condizioni definite di prova e in corrispondenza di ciascun valore di aria espirata indica il valore della concentrazione alcolemica (espressa in grammi di alcool per litro di sangue) ottenuta moltiplicando la misura per il fattore convenzionale 2.300.
- Campo di misurazione: Gli strumenti devono poter misurare tutte le concentrazioni comprese tra 0,000 e 3,000 mg/l. Tuttavia per risultati di misura inferiori a 0,030 mg/l lo strumento può indicare 0,00 g/l nel modo normale di funzionamento
- Esattezza misurazione:

Viene assegnata una tolleranza a vantaggio del cittadino pari a 
- 0,016 mg/l per concentrazione inferiore a 0,400 mg/l;
- 4% in valore relativo per concentrazione fra 0,400 mg/l e 1,000 mg/l inclusi;
- 8% in valore relativo per concentrazione superiore a 1,000 mg/l e fino a-2,000 mg/l incluso;
- 16% in valore relativo per concentrazione superiore a - 2,000 mg/l e fino a 3,000 mg/l incluso
- Indicazione stato di attesa: devono indicare quando sono pronti ad effettuare la misurazione tramite un led o un segnale acustico
- Indicazione nullità misurazione: devono indicare tramite segnale ottico o acustico se la misurazione non è stata effettuata correttamente (volume aria espirata).
- Indicazione risultato misurazione: deve essere visualizzata su un display in grammi di alcool per chilogrammo di peso corporeo, con due cifre dopo la virgola.
- Azzeramento: Gli strumenti devono comportare un dispositivo di azzeramento automatico che sia messo in funzione all'inizio di ogni ciclo di misura. Lo strumento non deve poter funzionare, se l'azzeramento corretto a + 0,005 mg/l non è avvenuto. L'azzeramento deve comprendere uno spazzamento medi ante gas di valore zero (per esempio, aria ambiente). Il risultato deve essere, in quel caso, visualizzato.
- Fattore di conversione: deve essere utilizzato un fattore di conversione pari a 2300 l/kg per la conversione di tasso di alcolemia nell'aria espirata misurato in tasso di alcolemia nel sangue.
- Volume, durata e potenza espirazione:il volume minimo deve essere 1,5 litri - l'aria deve essere espirata per non più di 15 secondi
- Calibrazione o verifica della corretta calibrazione: Per permettere le operazioni di manutenzione e di controllo, gli strumenti devono permettere la calibrazione o la verifica della giusta calibrazione per mezzo della miscela di gas campione definita in 2.8 (questa miscela di gas campione può essere incorporata nello strumento). La calibrazione, per simulazione o la verifica della corretta calibrazione, devono essere effettuati per un valore della scala tra 0,300 mg/l e 0,500 mg/l corrispondenti a 0,69 1,15 g/l di sangue. Tuttavia, si può scegliere un valore diverso se risulta che questo porta ad una migliore precisione dello strumento in quel tratto di scala.

Quando il dispositivo o i dispositivi di calibrazione automatica non permettono più la calibrazione oppure quando la verifica della corretta calibrazione non conduce a un risultato positivo, lo strumento non deve più poter effettuare misure. 
A questo scopo, questi dispositivi devono essere equipaggiati di mezzi che permettono di assicurare il loro autocontrollo.
Per esempio:
- verifica della concentrazione della miscela di gas campione o di quella corrispondente al mezzo di simulazione;
- limitazione degli intervalli entro i quali lo strumento può essere regolato.
- Nota: Nel 2014 è stato sottoposto ad omologazione un nuovo modello IR/EC di etilometro che analizzerà meglio l'espirato attraverso 2 sensori e non più con uno solo e che a garanzia del risultato sarà dotato di una bombola di calibrazione per procedere automaticamente alla verifica del buon funzionamento.

## Normativa e calcolo del tasso alcolemico
- La prima legge italiana che permette l'uso dell'etilometro è il decreto legge 285 art. 186 del 30 aprile 1992. Da quel momento in avanti le Forze dell'Ordine hanno usato sempre maggiormente questo strumento.
- Il limite di tasso alcolemico per i conducenti di mezzi stradali in Italia è fissato a 0,00 g/l per i neopatentati, cioè coloro che possiedono la patente da meno di tre anni, e 0,50 g/l per gli altri guidatori.[2] Le sanzioni per chi supera tali soglie sono molto severe e variano a seconda della fascia in cui rientra lo stato di ebbrezza accertato dall'etilometro (tra 0,51 e 0,79; tra 0,80 e 1,49; oltre 1,5 g/l).[3] La prima soglia, ovvero una guida in stato di ebbrezza tra lo 0,5 e gli 0,8 g/l, non costituisce reato, a differenza delle successive 2 soglie; questo per effetto della riforma del codice della strada del 29 luglio 2010.[4] L'ammenda parte da 500 e arriva fino 6.000 euro, inoltre sono previsti l'arresto fino a un anno e la sospensione della patente di guida fino a 2 anni e, in alcuni casi, anche la confisca del veicolo. Le pene si aggravano qualora il conducente in stato di ebbrezza abbia provocato un incidente stradale, anche di lievissima entità.
- È possibile calcolare in modo approssimativo il proprio tasso di alcolemia: basta usare questa formula, dove:

Ga = grado alcolico della bevanda
V = volume della bevanda ingerito (in ml)
P = peso corporeo (in kg)
K = coefficiente di diffusione; quest'ultimo varia a seconda del sesso: M = 0,73; F = 0,66
{\displaystyle Tasso\ alcolico\ [g/l]={\frac {Ga\times V\times 0,008\times 1,055}{P\times K}}}
N.B.: la costante 1,055 corrisponde al peso specifico del sangue.
Secondo il Global Status Report on Road Sefety dell'Organizzazione Mondiale della Sanità nel 2015, i limiti minimi di riferimento per le sanzioni per il tasso alcolemico in 180 Paesi variano tutti da 0,5 a 0,8 g/litro.
Con una sentenza depositata il 2 giugno 2023, la Cassazione ha stabilito che non è obbligatoria la prova dell'etilometro per accertare lo stato di ebbrezza, ma che sono sufficienti altri elementi quali l'odore dell'alito, le testimonianze delle Forze dell'Ordine intervenute e la difficoltà a rispondere alle domande poste. La contestazione della guida in stato di ebbrezza deve essere immediata e contestuale all'intervento delle Forze dell'Ordine sul luogo del sinistro, con applicazione della relativa sanzione e decurtazione dei punti della patente, non potendosi poi altrimenti rilevare nel verbale generale del sinistro che deve essere redatto entro 60 giorni dallo stesso.

## Etilometro salivare
Può essere costituito da un tampone e una striscia reattiva monouso. Questa tecnologia è molto approssimativa a causa delle molteplici influenze da fattori interni ed esterni( acidità, residui di cibo tra cui spezie, zuccheri, ecc.) In ambedue i casi il funzionamento è lo stesso. Il tampone o la striscia hanno incorporato un reagente in fase solida che utilizza la seguente reazione enzimatica specifica a contatto con la saliva:
```
                 Alcol ossidasi      H
     CH
3
CH
2
OH+O
2
------------------>CH
3
C=O+H
2
O
2

     colore panna
                   Perossidasi
          H
2
O
2
+DH
2
------------>D
2
+H
2
O
                               colore Blu
```

Durante il test, il fluido orale viene raccolto sul tampone e lo satura. Se nel fluido orale non è presente alcol, il tampone rimane incolore (rimane bianco o color crema) perché non avviene alcuna reazione con gli enzimi che provocherebbero la colorazione. Quando nel fluido orale è presente dell'alcol, il tampone si colora di una tonalità tra il verde e il blu, perché l'alcol reagisce con l'alcol ossidasi producendo aldeidi e perossidi. I perossidi reagiscono con la perossidasi in presenza di idrogeno liberato dalla reazione, portando alla formazione del colore blu. Pertanto, la presenza sul tampone di una colorazione tra il verde e il blu indica un presunto risultato positivo. Ma il risultato è molto approssimativo ed intorno ad un valore alcolemico > 0,02 % B.A.C. Ossia non è possibile rilevare un colore esatto per ogni gradazione alcolemica.

Inoltre alcuni test a forma di striscia, importati dalla Cina e non certificati metrologicamente o sanitariamente, stanno creando confusione e danni all'utilizzatore. Dato che il prodotto deve essere necessariamente tenuto in bocca, la mancanza di igiene contro i virus o batteri nel processo produttivo o di confezionamento può portare infezioni (afte o altro), pertanto è bene controllare se la confezione porta il simbolo "sterile".